# 足羽山公園口站
足羽山公園口站（日语：／ Asuwayama-Koenguchi Eki */?）是位於福井縣福井市毛矢，福井鐵道福武線的電車站。車站編號為F20。
由於位於毛矢町內，所以亦設有「毛矢汀町」的副站名。

## 車站構造
建於縣道28號上，採用簡易車站模式運作。由於位於市中心區，所以只有候車月台，而且兩端月台間相隔一個路口距，約為43公尺。武生新方向月台靠近商工會議所前一方，田原町方向月台靠近福井城址大名町一方。兩個月台的出入口均設於末端部份。

### 月台
側式月台2個，全個月台均以水泥所建成，並且採用了無障礙斜道出入口。月台前端裝有上蓋及透明背板，並且設有候車座椅；而入口及月台後端則為全露天。
| 月台 | 路線                   | 上下行 | 方向                                                                 |
| ---- | ---------------------- | ------ | -------------------------------------------------------------------- |
| 西邊 | ■福武線 （鳳凰田原線） | 下行   | 福井站、田原町、 經越前鐵道■三國蘆原線前往福大前西福井、鷲塚針原方向 |
| 東邊 | ■福武線 （鳳凰田原線） | 上行   | 武生新方向                                                           |

## 歷史
- 1933年10月15日：毛矢町站啟用[1]。
- 1962年4月1日：車站向木田四辻（現時：商工會議所前站）一方遷移100米，同時改名為公園口站[1]。
- 2015年3月31日：新車站開始使用，取代舊車站[2]。
- 2016年3月27日：車站改名為足羽山公園口站。同日實施時間表修正，升格為急行停車站[3]。
- 2024年10月11日：可使用ICOCA及全國通用IC卡付款[4][5]。

## 使用狀況
縱然車站四圍均為高密度的住宅區域，但根據國土交通省「國土數值情報」，本站卻是全線中使用量最低的車站。以下為1日平均上下車人次：
| 上落車人次變化 | 上落車人次變化 |
| 年度           | 1日平均人次    |
| -------------- | -------------- |
| 2011           | 67             |
| 2012           | 65             |
| 2013           | 65             |
| 2014           | 65             |
| 2015           | 65             |
| 2016           | 14             |
| 2017           | 15             |
| 2018           | 18             |
| 2019           | 10             |
| 2020           | 16             |
| 2021           | 23             |
| 2022           | 20             |

## 相鄰車站
福井鐵道
■福武線
■急行、■區間急行、■普通
商工會議所前（F19）－足羽山公園口（F20）－福井城址大名町（F21）

## 外部連結
- 福井鐵道足羽山公園口站 （页面存档备份，存于）（日語）